# Pavla Rybová
Pavla Rybová, rodným jménem Pavla Hamáčková (20. května 1978 v Chomutově) je bývalá česká atletka, halová mistryně světa a halová mistryně Evropy ve skoku o tyči.
Na podzim roku 2006 se provdala za bývalého českého desetibojaře Jiřího Rybu.

## Kariéra
Mezinárodní kariéru započala v roce 1997 na juniorském mistrovství Evropy v Lublani, kde byla ženská tyčka na programu vůbec poprvé v historii. Ve finále se umístila na pátém místě, když překonala 395 cm. Za stejnou výšku získala bronz Rakušanka Monika Erlachová, která však měla lepší technický zápis . O rok později skončila na mistrovství Evropy v Budapešti ve finále dvanáctá. Na halovém MS v japonském Maebaši 1999 skončila na celkovém sedmém místě (435 cm). V témž roce získala na světové letní univerziádě ve španělském Palma de Mallorca zlatou medaili.
V roce 2000 se stala v belgickém Gentu halovou mistryní Evropy. Ve finále jako jediná překonala 440 cm. O stříbro se podělily Ruska Jelena Beljakovová a Němka Christine Adamsová, které skočily 435 cm. Na letních olympijských hrách 2000 v australském Sydney měla ženská tyčka premiéru. V kvalifikaci však česká tyčkařka uspěla jen na základní výšce 400 cm a do finále nepostoupila. Sítem kvalifikace mj. neprošly také pozdější světové rekordmanky Světlana Feofanovová a Jelena Isinbajevová, které zde nezaznamenaly platný pokus.
O rok později se stala v Lisabonu halovou mistryní světa. Výkonem 456 cm navíc vytvořila tehdejší rekord šampionátu . Na světovém šampionátu v Edmontonu 2001 obsadila osmé místo. Kvůli zdravotním problémům se zády se v roce 2002 nemohla zúčastnit mistrovství Evropy v Mnichově . Také v roce 2003 sužovaly českou tyčkařku zdravotní problémy, zejména kotník. Kvůli zraněnému kotníku přišla o halové MS v Birminghamu  a také o účast na mistrovství světa v Paříži . Na letních olympijských hrách v Athénách o rok později skončila jedenáctá. V roce 2005 se na halovém ME v Madridu umístila na šestém místě. V témž roce si připsala jeden ze svých největších úspěchů pod širým nebem, když na světovém šampionátu v Helsinkách získala za výkon 450 cm bronzovou medaili. Stříbro vybojovala Polka Monika Pyreková (460 cm) a mistryní světa se stala v tehdy novém světovém rekordu 501 cm Jelena Isinbajevová .
Těsně pod stupni vítězů, čtvrtá skončila na halovém ME v Birminghamu 2007. O rok později byla na halovém MS ve Valencii ve finále sedmá. 29. února 2008 splnila v německém Bad Oeynhausenu výkonem 453 cm limit pro letní olympiádu. Do dějiště her Pekingu však neodcestovala, když v květnu oznámila, že s manželem Jiřím Rybou čeká přírůstek do rodiny .
Do tyčkařských sektorů se vrátila v letní sezóně roku 2009. O rok později splnila limit na halové MS do katarského Dauhá, kde následně skončila v kvalifikaci.

## Osobní rekordy
14. února 2007 vytvořila v polské Bydhošti nový český rekord ve skoku o tyči žen výkonem 464 centimetrů. Téhož dne byl však tento její rekord překonán Kateřinou Baďurovou, která v Praze skočila 465 cm.
- hala – (464 cm – 14. února 2007, Bydhošť)
- venku – (460 cm – 21. června 2003, Velenje)